# Майлен (Нью-Мексико)
Майлен (англ. Milan) — селище (англ. village) в США, в окрузі Сібола штату Нью-Мексико. Населення — 2456 осіб (2020).

## Географія
Майлен розташований за координатами 35°11′49″ пн. ш. 107°53′32″ зх. д. / 35.19694° пн. ш. 107.89222° зх. д. (35.196813, -107.892309).  За даними Бюро перепису населення США в 2010 році селище мало площу 11,25 км², з яких 11,24 км² — суходіл та 0,01 км² — водойми.

## Демографія
Згідно з переписом 2010 року, у селищі мешкало 3245 осіб у 726 домогосподарствах у складі 496 родин. Густота населення становила 288 осіб/км².  Було 837 помешкань (74/км²).
Расовий склад населення:
| - 68,0 % — білих - 13,0 % — корінних американців - 1,4 % — чорних або афроамериканців - 0,6 % — азіатів - 14,4 % — осіб інших рас |

До двох чи більше рас належало 2,6 %. Частка іспаномовних становила 67,1 % від усіх жителів.
За віковим діапазоном населення розподілялося таким чином: 18,4 % — особи молодші 18 років, 73,9 % — особи у віці 18—64 років, 7,7 % — особи у віці 65 років та старші. Медіана віку мешканця становила 35,8 року. На 100 осіб жіночої статі у селищі припадало 217,2 чоловіків;  на 100 жінок у віці від 18 років та старших — 256,0 чоловіків також старших 18 років.
Середній дохід на одне домашнє господарство  становив 38 337 доларів США (медіана — 30 179), а середній дохід на одну сім'ю — 40 181 долар (медіана — 38 571). Медіана доходів становила 29 237 доларів для чоловіків та 25 104 долари для жінок. За межею бідності перебувало 36,3 % осіб, у тому числі 55,3 % дітей у віці до 18 років та 9,9 % осіб у віці 65 років та старших.
Цивільне працевлаштоване населення становило 987 осіб. Основні галузі зайнятості: роздрібна торгівля — 23,8 %, освіта, охорона здоров'я та соціальна допомога — 23,5 %, мистецтво, розваги та відпочинок — 21,6 %.